# Algemene staking
Onder een algemene staking wordt verstaan het staken van werknemers van alle sectoren op hetzelfde moment.
Van een algemene staking wordt veelvuldig gebruikgemaakt om ongenoegen met het (socio-economische) beleid van een regering tot uiting te brengen.
In juli 1842 werd van dit collectieve actiemiddel voor het eerst gebruikgemaakt in Engeland. Al snel volgden Franse en ook Belgische werknemers dit voorbeeld. Zo kon men in België in 1848 een eerste algemene staking aanschouwen. Later volgden er onder andere in 1886, 1936 en 1960. Telkens bleken deze de aanzet tot sociale hervormingen.

## Algemene stakingen in België

### 1886
De algemene staking van maart 1886 groeide uit een Luikse herdenking van de Parijse Commune. Zware repressie leidde tot een aantal doden. Verschrikt werd hierop door de politieke klasse gereageerd via het stemmen van de eerste sociale wetgeving.  

### 1936
De algemene staking van 1936 kwam er na een lichte heropleving tijdens de Grote Depressie. Om deze algemene staking te beëindigen riep de regering vertegenwoordigers van de werkgevers, syndicaten en regering samen op de Nationale Arbeidsconferentie van 17 juni 1936, tevens het eerste 'driepartijenoverleg' in de Belgische sociale geschiedenis. 

### 1960-1961
De algemene staking tijdens de winter 1960-1961 was een reactie op de door de regering-Eyskens doorgedrukte Eenheidswet (voor economische expansie, sociale vooruitgang en financieel herstel) van november 1960. 18.000 rijkswachters en ongeveer 12.000 troepen werden ingezet om de orde te bewaren. Op vrijdag 6 januari 1961 vonden er in Luik zeven uur lang straatgevechten plaats waarbij 75 gewonden vielen (onder hen 26 stakers). Later overleden 2 stakers aan hun verwondingen.

## Algemene stakingen in Nederland

### Spoorwegstaking in april 1903
Als protest tegen de invoering van de zogeheten worgwetten, die het recht van staking aan banden legden voor ambtenaren, werd in april 1903 de tweede spoorwegstaking van dat jaar georganiseerd, die uitliep op een algemene staking, overigens zonder veel succes.

### Februaristaking van 1941
Bij de Februaristaking te Amsterdam staakte een groot deel van werknemers in Amsterdam als protest tegen de Jodenvervolging door de Duitse bezettingsmacht.